# James Lloyd
James Lloyd (ur. 1745, zm. w 1820) – amerykański polityk, prawnik i żołnierz z Maryland.
Uczestniczył w wojnie o niepodległość Stanów Zjednoczonych. Był generałem podczas wojny brytyjsko-amerykańskiej.
W latach 1797–1800 reprezentował stan Maryland w Senacie Stanów Zjednoczonych.